# Domnion
Domnion, Domnius (chorw. Sveti Dujam) (ur. w III w. w Antiochii, zm. 304 w Solonie) – biskup Solony w Dalmacji, męczennik, święty Kościoła katolickiego. Wymieniany jest w „Martyrologium Romanum” jako męczennik, który podczas prześladowań Dioklecjana, został w Solonie skazany na śmierć wraz z ośmioma żołnierzami, w tym z uznawanymi za świętych Filokalusem, Achaikiem i Palotinusem. Jest patronem miasta Split w Chorwacji.
Wczesnochrześcijański sarkofag świętego znajduje się w ołtarzu dedykowanym św. Domnionowi w katedrze w Splicie.